# Kneppelhout

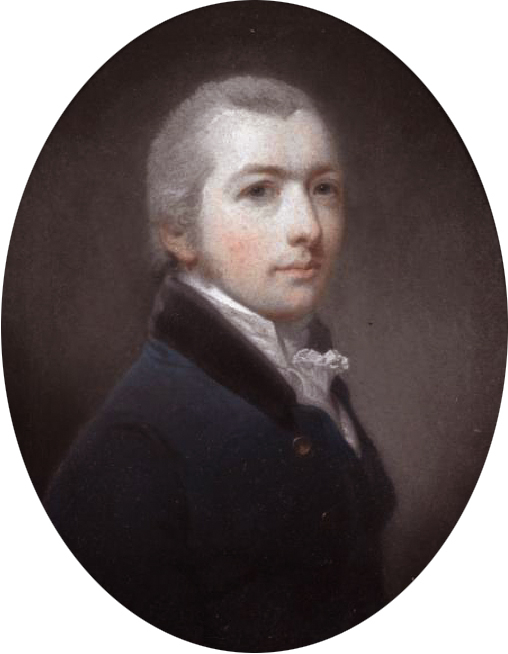
Cornelis Johannes Kneppelhout (1778-1818) door Charles Howard Hodges (ca. 1800)

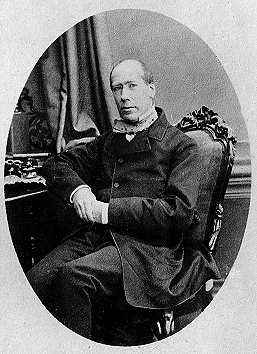
Johannes Kneppelhout (1814-1885)

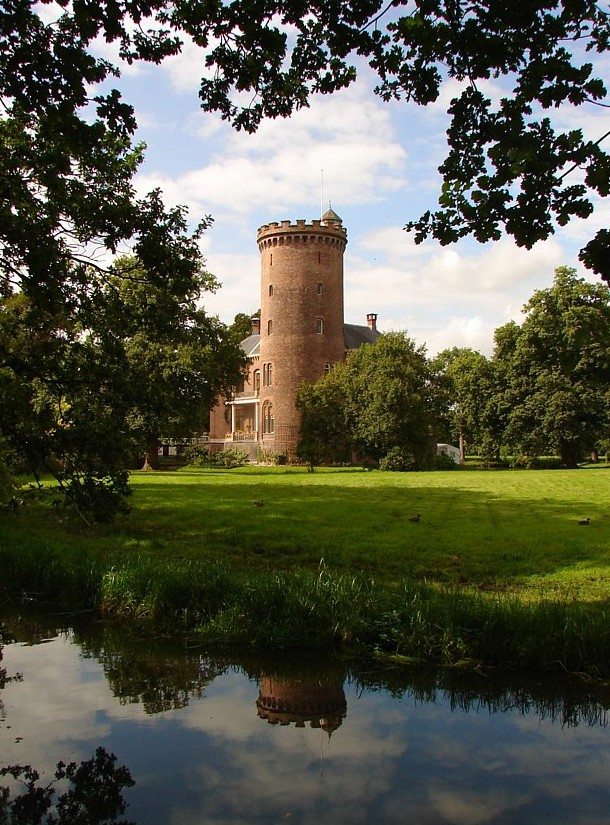
Kasteel Sterkenburg

Kneppelhout is een Nederlands geslacht dat een bekende dichter en bestuurders voortbracht.

## Geschiedenis
De stamreeks begint met Hendrick Cluppelholt wiens zoon vanaf 1580 wijnkopersknecht en -gezel was te Dordrecht. Een nazaat, Jan Kneppelhout (1681-1724), werd schepen, raad en burgemeester van Schiedam. Van 1848 tot 1978 waren leden van de familie eigenaar van kasteel Sterkenburg.
De familie werd in 1913 en 1980 opgenomen in het genealogische naslagwerk Nederland's Patriciaat.

## Enkele telgen
Jan Kneppelhout (1681-1724), schepen, raad en burgemeester van Schiedam
- Martinus Kneppelhout (1711-1778), schepen en burgemeester van Schiedam
- Cornelis Kneppelhout (1721-1747), koopman te Rotterdam
  - dr. Johannes Kneppelhout (1745-1803), hervormd predikant laatst te Gorinchem, voorzitter synode te Gouda 1789, curator Latijnse school te Gorinchem
    - mr. dr. Cornelis Johannes Kneppelhout (1778-1818), schepen en raad van Gorinchem, directeur Leidsche Schilder- en Teekenacademie (1813); trouwde in 1812 Johanna Maria de Gijselaar (1787-1851), dochter van de patriot mr. Cornelis de Gijselaar (1751-1815), leden van de familie De Gijselaar
      - Johannes Kneppelhout (1814-1885), letterkundige (pseudoniem Klikspaan); trouwde in 1845 met Ursula Martha van Braam (1825-1919), lid van de familie Van Braam
      - mr. Karel Jan Frederik Cornelis Kneppelhout, heer van Sterkenburg en Hoekenburg (1818-1885), lid gemeenteraad van Leiden
        - Johanna Maria Kneppelhout (1851-1923); trouwde in 1870 met jhr. mr. Gerard Jacob Theodoor Beelaerts van Blokland (1843-1897), vrijheer van Blokland, lid Tweede Kamer, voorzitter van de Tweede Kamer, lid van de familie Beelaerts
        - Cornelis Johannes Kneppelhout, heer van Sterkenburg (1856-1938), lid gemeenteraad van Doorn
          - Cornelis Kneppelhout, heer van Sterkenburg (1883-1967); trouwde in 1926 met Madeleine Marie Blanche Charlotte Ghislaine gravin du Chastel de la Howarderie (1905-1997), lid van de familie Du Chastel de la Howarderie; zij hertrouwde in 1971 met Willem baron Michiels van Kessenich (1902-1992), burgemeester van Maastricht, lid van de familie Michiels
          - Suzanna Elisabeth Kneppelhout (1889-1970), kunstschilderes
          - Anna Ruthera Kneppelhout van Sterkenburg (1898-1966); trouwde in 1926 met jhr. Joan  Willem Steengracht van Oostcapelle, heer van Oost-Capelle (1891-1934), lid van de familie Steengracht

        - Lydia Julia Maria Kneppelhout (1858-1940); trouwde in 1885 met jhr. mr. Lodewijk Henrick Johan Mari van Asch van Wijck, heer van Prattenburg (1858-1934), burgemeester en lid van de Tweede Kamer, lid van de familie Van Asch van Wijck
        - Susanna Elisabeth Bartha Hermina Kneppelhout (1860-1938); trouwde in 1891 met de broer van haar zwager jhr. Ferdinand Folef Frederik Zeger van Asch van Wijck (1862-1927), burgemeester, lid Provinciale Staten van Gelderland, lid van de familie Van Asch van Wijck
        - Johannes Kneppelhout (1861-1944)
          - Johannes Kneppelhout (1890-1976), burgemeester
            - mr. Johannes Kneppelhout (1917-1985), ambassadeur; trouwde in 1946 met Elisabeth Vreede (1919-2000), lid van de familie Vreede
            - Cornelis Johannes Kneppelhout (1925-2017), conservator Helders Marine Museum; trouwde (in tweede echt) in 1960 met Elizabeth Pieternella Kalkman (1923-2011), kunstschilderes onder de naam "Elly Kneppelhout"
            - ir. Willem Johan Kneppelhout (1927), wethouder van Arnhem

Geslachten die opgenomen zijn in het sinds 1910 verschijnende genealogische naslagwerk Nederland's Patriciaat. Lijst volgens opgave van het CBG Centrum voor familiegeschiedenis.
A · B · C · D · E · F · G · H · I · J · K · L · M · N · O · P · Q · R · S · T · U · V · W · Y · Z